# Tarr György (jogász)
Tarr György (Dombóvár, 1928. október 5. – Veszprém, 2024. április 11.) magyar jogász, bíró, egyetemi tanár, az állam- és jogtudomány doktora, lovag és nemzetes vitéz. Gyermekei: Bonaniné Tamás-Tarr Melinda (1953) tanár, főszerkesztő-kiadó, újságíró, költő, műfordító; Katalin (1956), Flóra (1962).

## Életpályája
1948-ban érettségizett az 1928–29-ben épült és átadott Dombóvári Gimnáziumban, majd a Pécsi Tudományegyetem Jogtudományi Karán szerzett diplomát 1952-ben.
1952–53-ban a kaposvári járásbíróságon volt fogalmazó, 1953-tól bíró a marcali, a bonyhádi, a barcsi, a kaposvári, a putnoki és az ózdi járásbíróságon. 1963-tól 1971-ig a veszprémi járásbíróság elnökhelyetteseként, 1971 és 1992 között a Megyei Bíróság bírójaként működött. 1980 és 1992 között a tanácselnöki posztot is betöltötte. 1992-ben a megyei cégbíróság vezetője volt, 1992-től nyugdíjas bíró.
1994-től 1998-ig az Egyes Fontos Tisztségeket Betöltő Személyek Ellenőrzését Végző Bizottság (Átvilágító Bizottság) tagja volt. 1996-tól a budapesti Pázmány Péter Katolikus Egyetemen oktatott, a 2010. szeptemberi búcsúztatásáig a Veszprémi Érseki Hittudományi Főiskola óraadó tanára volt, utóbb a budapesti Károli Gáspár Református Egyetem tanszékvezető tanára.
1980 és 1994 között a Veszprémi Akadémiai Bizottság polgári jogi munkabizottságának titkára, 1990 óta a környezetjogi munkabizottság elnöke, a gazdaság-, jog- és társadalomtudomány szakbizottságának alelnöke. A Keresztény Értelmiségiek Szövetsége veszprémi szervezetének elnöke. Az MTA köztestületének tagja.
2018. október 9-én a Napló, a Veszprém megyei napilap és a veszprémi TV jelenlétében bensőséges hangulatú találkozón köszöntötték Tarr György professzor urat 90 éves születésnapja alkalmából. A veszprémi önkormányzat nevében Porga Gyula polgármester és Baumgartner Lajos képviselő gratulált az ünnepeltnek és átadták neki a miniszterelnök által aláírt emléklapot.
Az állam- és jogtudomány kandidátusa (1996), doktora (1998).

## Elismerései
- A Szent Korona Lovagja (1999) és Vitéze (2002).[8]
- A Magyar Köztársasági Érdemrend tisztikeresztjét[9][10][11] vette át a 2011. augusztus 20-ai ünnepség során.[12]

## Munkássága
Kutatási területe: emberi jogok, személyiségi és életjogok, környezetjog.

## Főbb művei
- A környezetkárosításból eredő igény érvényesítésének bírói gyakorlata (társszerző, 1991)
- Világi jogi ismeretek; Jel, Budapest, 1997
- Gyermekjog; Szt. István Társulat, Budapest, 2001
- Személyiségvédelem – Környezetvédelem (egyetemi jegyzet, 1998)
- A szerv- és szövetátültetés dologi jogi kérdései (egyetemi jegyzet, 1999)
- Az ajánlati kötöttség idejének meghatározása és a joggal való visszaélés (egyetemi jegyzet, 1999)
- Élet és egészség, orvos és beteg, jog és erkölcs az emberi méltóság fogalom szférájában. Az orvoslási jog vázlata; Püski, Budapest, 2003